# Йоні Скіфтесвік
Йон (Йоні) Гаральд Скіфтесвік (фін. Jon (Joni) Harald Skiftesvik; *26 липня 1948, Хаукіпудас, Фінляндія) — фінський письменник і журналіст; автор оповідань, романів, п’єс, радіопередач, публіцистики, упорядник антологій.
Є одним з найбільш нагороджуваних повоєнних фінських письменників: зокрема, отримав першу книжкову премію Ерко (1983), премію Калеві Янті (1986), премію Рунеберга (за роман 2014-го року «Біла тойота забрала мою дружину» / Valkoinen Toyota vei vaimoni, 2015); тричі номінант на Фінляндську премію з літератури; удостоєний медалі Pro Finlandia (2005).
Член-засновник Товариства письменників Оулу. Твори автора перекладено понад 10 мовами.

## З життєпису
Батьками Скіфтесвіка, який народився в Хаукіпудас, були норвезький морський капітан Отто Олафсен Скіфтесвік і вантажниця Айла Еліна Сусанна Еноярві з Хаукіпудаса.
У 1949 році Скіфтесвік переїхав з матір'ю до Норвегії, на батьківщину свого батька в Аскьой, поблизу Бергена. Однак наприкінці того ж року вони повернулися до Хаукіпудаса.
Скіфтесвік закінчив місцеву школу в 1969 році. Закінчив факультет журналістики.
До своєї кар'єри письменника Скіфтесвік тривалий час (15 років) працював у журналістиці в численних ЗМІ, як у столиці Гельсінках, так і по країні, зокрема в Оулу: секретарем редакції місцевої газети (1968–73) та її головним редактором (1981–3); секретарем редакції Iltaste (1973–4), спецредактором Liito (1974–5) і менеджером новин Kainuun Sanomat (1975–7), керівником редакції (1977–81); у 1983–1988 роках Скіфтесвік був видавничим директором Kolmiokirja.
Починаючи від 1988 року — незалежний письменник.
У Скіфтесвіка було четверо дітей. Його дружина — Hilkka o.s. Laukka.

## З доробку
Йоні Скіфтесвік написав, серед іншого, оповідання, романи, п'єси, інсценізації та сценарії для телебачення та художніх фільмів. Його твори перекладено 12 мовами.
Книги Скіфтесвіка мають раптові й непередбачувані повороти, що нагадують фрагменти фільмів, а також швидкі часові переходи та флешбеки. Його манера письма є лаконічною, яскравою та барвистою. Події його творів нерідко стосуються водойм, в першу чергу моря, також нерідко в них фігурує рідне село автора Хаукіпудас та регіон Петсамо. Тлом оповідань і романів Скіфтесвіка часто є переламні та кризові моменти новітньої історії, на зразок громадянської війни, періоду сухого закону, Зимової війни та війни-продовження тощо.
Найвідомішим фільмом за сценарієм Йоні Скіфтесвіка є телефільм «Огляд» (Katsastus) режисера Матті Іяса, який зажив великої слави (найпопулярніша телепрограма 1980-х за глядацьким голосуванням; участь у конкурсах за кордоном, зокрема Prix Italia). Письменник для його сценарію використав свої 3 оповідання, причому перша половина фільму — абсолютно новий текст.
У своїх п'єсах Скіфтесвік також часто переміщується в новітню історію. Крім того плідний автор радіоп'єс, зокрема єдиний фінський драматург, двічі нагороджений за найкращу радіоп'єсу.
Своїми літературними взірцями для наслідування письменник назвав Пентті Хаанпяа, серед зарубіжних — Ернеста Хемінгуея, Габріеля Гарсіа Маркеса та Курціо Малапарте.

### Вибрана бібліографія
Збірки оповідань і новел
- Puhalluskukkapoika ja taivaankorjaaja. Lyhyttä proosaa. WSOY. 1983. ISBN 951-0-11697-1.
- Tuulen poika (WSOY 1985)
- Suolamänty (WSOY 1988)
- Vallaton Skiftesvik viisitoista tarinaa (WSOY 1989)
- Petsamon kultatynnyri (WSOY 1991)
- Gagarin kinoksessa (WSOY 2000)
- Viltteri ja Mallu (WSOY 2003)
- Apteekkilaiva (WSOY 2006)
- Aavistaja ja muita novelleja (WSOY 2008)
- Töitä arkkunikkarille. Suomalaisia länkkärinovelleja vv. 1959–1985. Turku: Turbator. 2008. ISBN 978-952-5666-20-5.
- Katsastus Kertomuksia.(WSOY 2010)

Романи
- Pystyyn haudattu (WSOY 1984)
- Mika ja isä (WSOY 1986)
- Isäni, sankari (WSOY 1987)
- Korpisoturi (WSOY 1988)
- Likinäköinen adjutantti (WSOY 1989)
- Tuulenpesä (WSOY 1990)
- Copnorin valkoinen laiva (WSOY 1992)
- Pirtukuningas (WSOY 1993)
- Luotsin tarina (WSOY 1994)
- Salli Koistisen talvisota (WSOY 1995)
- Mika mutkamäessä (WSOY 1996)
- Yli tuulen ja sään (WSOY 1997)
- Kotikoivuinen mies (WSOY 1999)
- Lipsauttajat (WSOY 2002)
- Perämies Jokelan kotiinpaluu (WSOY 2011)
- Valkoinen Toyota vei vaimoni. Elämänkuvia. Helsinki: WSOY. 2014. ISBN 978-951-0-40735-6.
- Finlandia City. Elämänkuvia. Helsinki: WSOY. 2018. ISBN 978-951-0-43277-8.
- Bestseller jouluksi. Elämänkuvia ja arvoituksia. Helsinki: WSOY. 2022. ISBN 978-951-0-48543-9.

Науково-популярні книги
- Iin Röyttä. Laivoja ja ihmisiä (Metsähallitus 1996), разом з Карі Аленіусом
- Kyllä Veikko voi (WSOY 2007), біографія Вейкко Лесонена

Упорядковані антології
- Jo viheltää takilassa. Kertomuksia merestä ja merenkulkijoista (WSOY 1993)
- Edessä tyrskyjä (WSOY 2004)
- «Петсамо – східна частина Фінляндії» (Petsamo – Suomen itäinen käsivarsi WSOY 2008)

Інше
- Гагарін у кіно, короткометражна кінострічка 2002

### Нагороди та визнання
Скіфтесвік отримав нагороду Й. Х. Ерко вже за свою першу роботу — збірку оповідань Puhalluskukkapoika ja taivaankorjaaja в 1983 році. У 2005 році він отримав медаль Pro Finlandia. Його тричі номінували на Фінляндську премію з літератури.
Крім того, він отримав нагороду Kalevi Jänti, мистецьку нагороду округу Оулу, нагороду визнання міста Оулу, літературну нагороду фінських провінційних письменників, нагороду Suure Suomalainen Kirjakreho та нагороду клубу Uudet Kirjat. Його двічі нагороджували за найкращу радіоп'єсу. У 2003 році він отримав нагороду Nordisk Panorama за найкращий сценарій скандинавського телефільму.
«Біла Тойота забрала мою дружину» (Valkoinen Toyota vei vaimoni, 2014) отримала літературну премію Рунеберга 2015 року.